# جورج دياب
جورج دياب هو ممثل ومؤدي صوت لبناني.

## فيلموغرافيا

### مسرحيات
- ويل لأمة[3]

### أدوار الدبلجة
- البحث عن نيمو - الأستاذ ري، الأستاذ جوانسن، سخام، جيرالد (النسخة العربية الفصحى)[4]
- الديناصورات - يار (النسخة العربية الفصحى)[5]
- جامعة المرعبين[6]
- الخارقون - غيلبيرت (النسخة العربية الفصحى)[1]
- خلف حائط الحديقة - الحطاب[1]
- سيارات - هدسون (النسخة العربية الفصحى)[7]
- سيارات 2 - فرنشسكو (النسخة العربية الفصحى)[8]
- قلباً وقالباً - غضب
- وقت المغامرة[9] - ملك الجليد، ليمون غراب (الصوت الأول)، ملك اللهب، + أدوار إضافية
- تشاودر - غازباتشو
- كوردج الجبان - يوستاس
- أبطال التايتنز إنطلقوا! - ترايغون
- League of legends - جانجلانك

• توم المتكلم والأصدقاء - هانك 

### أفلام
- الصرخة (1985).

## وصلات خارجية
- جورج دياب على موقع IMDb (الإنجليزية)